# Mamerthes orionalis
Mamerthes orionalis är en fjärilsart som beskrevs av Walker 1858. Mamerthes orionalis ingår i släktet Mamerthes och familjen nattflyn. Inga underarter finns listade i Catalogue of Life.